# 庫興峰

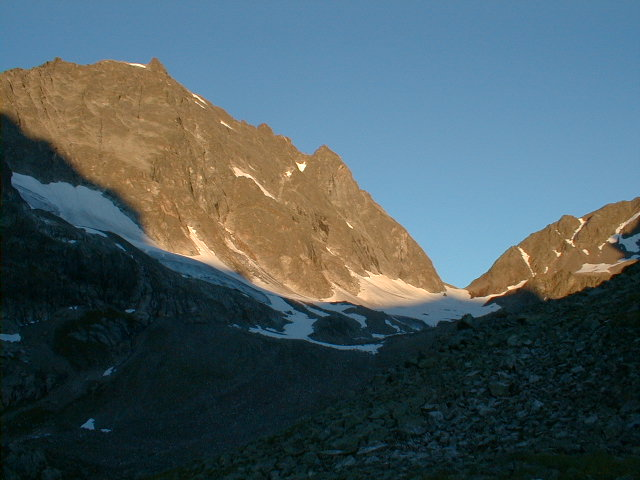

47°02′54″N 10°13′48″E / 47.04833°N 10.23°E
庫興峰（德語：Kuchenspitze），是奧地利的山峰，位於該國西南部，由蒂羅爾州負責管轄，屬於韋爾瓦爾阿爾卑斯山脈的一部分，處於阿爾山麓聖安東以南，海拔高度3,148米。